# スリー・トゥ・タンゴ
『スリー・トゥ・タンゴ』（英: Three to Tango）は、1999年に製作されたアメリカ合衆国の映画。日本では劇場未公開。
WOWOWでのタイトルは『スリー・トゥ・タンゴ/恋の変形トライアングル』。

## キャスト
| 役名       | 俳優                     | 日本語吹替 |
| ---------- | ------------------------ | ---------- |
| オスカー   | マシュー・ペリー         | 水島裕     |
| エイミー   | ネーヴ・キャンベル       | 根谷美智子 |
| チャールズ | ディラン・マクダーモット | 若本規夫   |
| ピーター   | オリヴァー・プラット     | 巻島康一   |
| ケヴィン   | シルク・コザート         | 花田光     |
| ストラウス | ジョン・C・マッギンリー  |            |
| デッカー   | ボブ・バラバン           |            |
| レノーア   | デボラ・ラッシュ         |            |
| オリヴィア | ケリー・ローワン         |            |
| ビル       | デヴィッド・ラムゼイ     |            |